# Callosciurus adamsi
Callosciurus adamsi là một loài động vật có vú trong họ Sóc, bộ Gặm nhấm. Loài này được Kloss mô tả năm 1921.